# Guntars Krasts

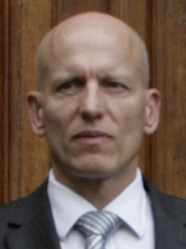
Guntars Krasts in 2011

Guntars Krasts (Riga, 16 oktober 1957) is een Lets politicus en lid van het Europees Parlement namens de afgevaardigden van Letland sinds de laatste verkiezingen van 2009. Hij was Lets minister van Economische Zaken van Letland van december 1995 tot en met augustus 1997, Minister-President van Letland van augustus 1997 tot en met november 1998, en vice-premier van november 1998 tot en met juni 1999. Krasts was een lid van de Saeima, het Letse een-kamer tellende parlement, van juni 1999 tot het moment in 2004 dat hij werd verkozen voor het Europees Parlement.

## Guntars Krasts in Europa
Guntars Krasts werd verkozen in 2004 voor het Europees Parlement als lid van Voor Vaderland en Vrijheid/LNNK. Hij neemt plaats in de fractie Europese Conservatieven en Reformisten, waar ook de Nederlandse partij de ChristenUnie aan deelneemt. Op lokaal niveau brak hij met LNNK in februari 2008, maar kon geen andere partij vinden waarmee hij in zee wilde gaan. op 31 maart 2009 toonde zijn profiel op de website van het Europees Parlement geen nationale partij.
Op 28 maart 2008, gaf Libertas in Letland een persconferentie waar Krasts naam genoemd werd als hoofd van deze partij. De lijst zou bestaan uit 8 kandidaten, 1 minder dan is toegestaan in Letland - kieslijsten komen aldaar uit met een maximum van 9 mensen.
Libertas haalde in Frankrijk 1 zetel, het hoofdkwartier in Ierland haalde 0 zetels en mogelijk vormt de zetel van Krasts de 2e zetel voor deze supranationale en tevens nieuwe partij.